# ミラグロス・カブラル
ミラグロス・カブラル・デ・ラ・クルス（Milagros Cabral De La Cruz、 1978年10月17日 - ）は、ドミニカ共和国の元女子バレーボール選手。元ドミニカ共和国代表。

## 来歴
サントドミンゴ出身。14歳からバレーボールを始める。1993年にドミニカ共和国のクラブであるLos Cachorrosに入団し、バレーボール人生をスタートした。国際的には、1997年から日本の東北パイオニアでプレイをスタートしている。
ミラグロスはドミニカ代表の主力選手として、チームを2004年のアテネオリンピック出場に導き、また1998年から4大会連続となる世界選手権出場にも大きく貢献した。
2007年、スペインリーグのÍcaro Alaróで、2007 Liga Fev選手権で大会MVPを獲得。さらに2008年、プエルトリコのPinkin de Corozal（英語版）でもMVPに輝いた。

### 1998年
シニア代表入りを果たし、ベネズエラで開催された第18回中央アメリカ・カリブ海競技大会で銀メダルを獲得した。また、世界選手権予選では、ドミニカ共和国代表として最後の切符を手に入れている。

### 1999年
ミラグロスはイタリアのパレルモで、カロリーナ・コスタグランデやヌリス・アリアスらとともにプレイした。

### 2000年
全米オープン選手権で、サントドミンゴドリームチームの一員として出場、優勝を果たすとともに、All-Tournament Teamのメンバーに選出された。

### 2002年
2001/02シーズンは、ドミニカ共和国代表のチームメートであるコシリ・ロドリゲス（英語版）とともに、スペインのConstrucciones Damesa de Burgos（スペイン語版）でプレイした。
二度目の参加となった2002年の世界選手権では、日本やポーランドと並び13位となっている。
2002/03シーズンに向け、ミラグロスはヌリス・アリアスとともに、ブルゴス大学（Construcciones Damesa de Burgosからチーム名称変更）に所属。両シーズンともにバレーボール欧州チャンピオンズリーグ準々決勝を果たした。またスペイン国内においては、スペイン女王杯で準優勝を果たしている。
2002年、サンサルバドルで開催された中央アメリカ・カリブ海競技大会では、初の金メダルを獲得し、自らも大会MVPに輝いた。

### 2003年
ドミニカ共和国代表チームは、2003年のパンアメリカンカップで米国に次ぎ準優勝を果たす。ミラグロス自身、大会MVPとベストアタッカーに選出された。
同年、サントドミンゴで開催された2003パンアメリカン競技大会開会式において選手宣誓を行った。同大会でドミニカ共和国代表はフルセットの末、キューバからこの年2度目となる勝利をあげ初優勝を果たした。
2003/04シーズンにはイタリアのモデナと、ミドルブロッカーとして契約した。

### 2004年
セリエA1のモデナではシーズン4強入りを果たし帰国。Los Cachorrosに復帰し、2004 Distrito Nacional Superior Tournamentでは、Miradorに次ぎ準優勝。
ドミニカ共和国代表としては初参加となったアテネオリンピックでは11位に終わったが、予選グループBにおいてアメリカ戦でフルセットの末にミラグロスのスパイクで接戦を制し、貴重な1勝をあげた。
2004/05シーズンは、ロシアリーグのSamorodok ハバロフスクと契約した。

### 2005年
ドミニカ共和国バレーボール連盟により、ホセ・ミゲル・カセレス（男子選手）とともに、2004 年間最優秀選手に選出されている。
ハバロフスクではファン投票により、お気に入りの選手とチームリーダーに選出された。
ロシアリーグでは最終的に8強に進出したが、準々決勝のBalakovskaia AES Balakovo戦で右足アキレス腱断裂の重傷を負い、チームはファイナルセットまで持ち込みながら、第5セットを17-19で落とし、4強進出はならなかった。

### 2006年
アキレス腱断裂も癒え、ミラグロスはプエルトリコ女子リーグのLeonas de Ponceでカムバックを果たす。
この時の心境を「肉体的にも精神的にも、満足なプレイができなかった」と後に語っている。にもかかわらず、プエルトリコリーグのオールスター戦に、ドミニカ共和国代表のチームメイトであるアンネリス・バルガスとともに選出されている。
9月に開催された第4回ベニドルム国際女子バレーボール大会において、ドミニカ代表チームは初の準優勝を果たし、ミラグロスはプレイヤー選出によるMVPに選ばれた。
こうしてミラグロスは代表に復帰し、2006年のパンアメリカンカップでは銅メダルを獲得した。
コロンビアのカルタヘナで開催された中央アメリカ・カリブ海競技大会で、キューバをストレートで退け、2大会連続となる金メダルを獲得した。金メダル授賞式で、ドミニカ共和国スポーツ・レクリエイション大臣から、その専門知識を高めるようにとノートパソコンが贈られた。
ベアト・ミゲル監督指導の下、3大会連続出場となる世界選手権に臨んだが、17位に終わった。
世界選手権終了後、ミラグロスはパルマ・デ・マヨルカを本拠地とするスペインリーグのÍcaro Alaró（英語版）と契約した。

### 2007年
ドミニカ共和国スポーツ・レクリエイション大臣は、新たなスポーツ施設建設・修復工事を始めた際に、コシリ・ロドリゲス、Juana Arrendel（英語版）（走高跳選手）、Wanda Rijo（英語版）やYuderqui Contreras（英語版）らと共にロールモデルとしてミラグロスの名に言及した。
ミラグロスはÍcaro Alaróのスペイン女子バレーボールリーグ昇格に大きく貢献し、FEV杯ではMVPに輝いた。
ウィニペグで開催されたバレーボール北中米選手権で銅メダルを獲得、ワイルドカードとしてワールドカップに出場したが、9位に終わった。

### 2008年
5月、オリンピック世界最終予選に臨み4勝3敗の成績を残し予選通過したかに見えたが、突然のルール変更により涙を飲み、オリンピック2大会連続出場はならなかった。
10月、自身初となる韓国Vリーグの韓国道路公社と契約した。同リーグにおいて、第4ラウンドベストプレイヤーおよびシーズンベストスコアラーに輝いた。

### 2009年
韓国Vリーグ終了後、ミラグロスはプエルトリコのコロサルを本拠地とするPinkin de Corozal（英語版）に移籍、外国人選手からオールスター戦に選出され、レギュラーシーズンとファイナルのMVPに選出された。
2009バレーボール北中米選手権に勝利し、ワールドグランドチャンピオンズカップに初出場ながら 、銅メダルを獲得した。
ドミニカ共和国の新聞hoyは、ミラグロスを「Athlete of the Decade」として表彰した。
再び韓国道路公社と契約した。同チーム監督は「ミラグロスのスパイク技術は、韓国の若手選手のよいお手本になる」と絶賛した。
韓国リーグ終了後、プエルトリコリーグ最終盤にPinkin de Corozalへ復帰。Pinkin de Corozalは決勝戦に進出したが、最後にミラグロスのスパイクミスで優勝を逸した。

### 2010年
アシックス・バレーボールクラブは、ミラグロスとドミニカ共和国代表選手らを招き、U-17およびU-18チームの国際的レベルでのトレーニングを実施させている。
この年、メキシコのティフアナで開催された2010年パンアメリカンカップで2大会連続優勝を果たす。この優勝により、ドミニカ共和国オリンピック委員会会長は、代表チーム全員を"National Heroines"（国民的英雄）として扱った。
7月、プエルトリコのマヤグエスで開催された中央アメリカ・カリブ海競技大会では、プエルコリコをフルセットで破り、ミラグロス自身としては3大会連続となる金メダルを獲得した。後にこの時の心境を「この勝利は、いちごの味がした」と語っている。
大会後、ドミニカ共和国政府は、同大会と2010ユースオリンピックメダリストに対し、総額1,848.5万ドミニカ・ペソの報奨金の支給を決定し、総代としてミラグロスが受け取っている。
現役引退の噂が絶えなかったが、ミラグロスは「中央アメリカ・カリブ海競技大会にはもう出場しないが、2012年の夏季オリンピックまでは代表チームでプレイを続行したい」と述べた。
10月から11月にかけて、大阪市中央体育館で開催された世界選手権第1次ラウンドに出場したが、チームはカナダチームに1勝したのみで17位に終わり、第2次ラウンド進出を果たせなかった。ミラグロスは無念さを隠しきれなかった。
12月に国内クラブのMiradorに移籍し、FIVB世界クラブ選手権に出場し、4位となっている。

### 2011年
プエルトリコのPinkin de Corozalに三度移籍した。

### 2012年
4月から5月にかけ、メキシコのティフアナで開催されたロンドンオリンピック北中米大陸予選にチーム主将として出場し、キューバに3-1で勝利した。ミラグロスはエースのベタニア・デラクルスをよくサポートし、オリンピック出場を決めた。「神と監督に感謝しています。強い気持ちをもってコートで戦えた」とミラグロスは述べている。
8月のロンドンオリンピックに2度目のオリンピック出場を果たし、ミラグロスの念願であった準々決勝進出（5位入賞）を果たした。同大会後、現役選手生活に別れを告げた。

## 球歴

### 所属チーム
- Los Cachorros （1995–1997年）
- 東北パイオニア （1997–1998年）
- Marsì Palermo （1998–1999年）
- Construcciones Damesa de Burgos（英語版） （2001–2002年）
- Universidad de Burgos （2002–2003年）
- Los Cachorros （2001–2004年）
- バレー・モデナ（2003–2004年）
- Samorodok Khabarovsk （2004–2005年）
- Los Cachorros （2005年）
- Leonas de Ponce（英語版） （2006年）
- Ícaro Alaró （2006–2007年）
- Pinkin de Corozal （2008年）
- 韓国道路公社 （2008–2009年）
- Pinkin de Corozal （2009年）
- 韓国道路公社 （2009–2010年）
- Mirador （2010年）
- Pinkin de Corozal （2011年）

### 受賞歴

#### 個人
- 2000 USA Open Championships "All-Tournament Team"
- 2002 Central American and Caribbean Games "Most Valuable Player"
- 2003 Pan-American Cup "Most Valuable Player"
- 2003 Pan-American Cup "Best Attacker"
- 2004 Dominican Republic "Volleyball Player of the Year"
- 2006 Puerto Rican Liga de Voleibol Superior Femenino "All-Star"
- 2006-2007 Copa FEV "Most Valuable Player"
- 2008 Puerto Rican Liga de Voleibol Superior Femenino "Final Series Most Valuable Player"
- 2008 Puerto Rican Liga de Voleibol Superior Femenino "Most Valuable Player"
- 2008-2009 NH Bank Cup Korean V-League "All-Star"
- 2008-2009 NH Bank Cup Korean V-League "Best Player of 4th Round"
- 2008-2009 NH Bank Cup Korean V-League "Best Scorer"

#### クラブ
- 2002 Spanish Queen's Cup -  Runner-Up, with Construcciones Damesa de Burgos
- 2003 Spanish Queen's Cup -  Runner-Up, with Universidad de Burgos
- 2004 Dominican Republic Distrito Nacional Superior Tournament -  Runner-Up, with Los Cachorros
- 2005 Dominican Republic Distrito Nacional Superior Tournament -  Runner-Up, with Los Cachorros
- 2006-2007 Liga FEV -  Champion, with Ícaro Alaró
- 2008 Liga de Voleibol Superior Femenino -  Champion, with Pinkin de Corozal
- 2009 Liga de Voleibol Superior Femenino -  Runner-Up, with Pinkin de Corozal